# Tiro ai Giochi della XXXII Olimpiade - Trap a squadre
La gara di trap a squadre dei Giochi della XXXII Olimpiade si è svolta il 31 luglio 2021. Vi hanno preso parte 32 atleti.
La gara è stata vinta dalla squadra spagnola composta da Fátima Gálvez e Alberto Fernández.

## Record
Prima della competizione, i record olimpici e mondiali erano i seguenti:
| Qualificazione  | Qualificazione                | Qualificazione | Qualificazione    | Qualificazione |
| --------------- | ----------------------------- | -------------- | ----------------- | -------------- |
| Record mondiale | Stati Uniti Australia Turchia | 149            | Acapulco, Messico | 20 marzo 2019  |
| Record olimpico | Non stabilito                 | -              | -                 | -              |

## Programma
| Data           | Ora (JPN/UTC+9) | Turno          |
| -------------- | --------------- | -------------- |
| 31 luglio 2021 | 9:00            | Qualificazioni |
| 31 luglio 2021 | 13:30           | Dinale bronzo  |
| 31 luglio 2021 | 14:05           | Finale oro     |

## Risultati

### Turno di qualificazione
| Pos. | Atleti                   | Nazionalità   | 1  | 2  | 3  | Totale | Totale squadra | Shoot-off | Note |
| ---- | ------------------------ | ------------- | -- | -- | -- | ------ | -------------- | --------- | ---- |
| 1    | Fátima Gálvez            | Spagna        | 24 | 25 | 24 | 73     | 148            | +1        | QG   |
| 1    | Alberto Fernández        | Spagna        | 25 | 25 | 25 | 75     | 148            | +1        | QG   |
| 2    | Alessandra Perilli       | San Marino    | 25 | 24 | 25 | 74     | 148            | +0        | QG   |
| 2    | Gian Marco Berti         | San Marino    | 25 | 24 | 25 | 74     | 148            | +0        | QG   |
| 3    | Zuzana Rehák-Štefečeková | Slovacchia 1  | 24 | 25 | 25 | 74     | 146            | +11       | QB   |
| 3    | Erik Varga               | Slovacchia 1  | 23 | 25 | 24 | 72     | 146            | +11       | QB   |
| 4    | Madelynn Bernau          | Stati Uniti 2 | 25 | 25 | 25 | 75     | 146            | +10       | QB   |
| 4    | Brian Burrows            | Stati Uniti 2 | 22 | 25 | 24 | 71     | 146            | +10       | QB   |
| 5    | Yukie Nakayama           | Giappone      | 25 | 24 | 25 | 74     | 145            |           |      |
| 5    | Shigetaka Oyama          | Giappone      | 23 | 23 | 25 | 71     | 145            |           |      |
| 6    | Penny Smith              | Australia 2   | 24 | 23 | 24 | 71     | 145            |           |      |
| 6    | Thomas Grice             | Australia 2   | 25 | 25 | 24 | 74     | 145            |           |      |
| 7    | Laetisha Scanlan         | Australia 1   | 25 | 23 | 24 | 72     | 145            |           |      |
| 7    | James Willett            | Australia 1   | 25 | 25 | 23 | 73     | 145            |           |      |
| 8    | Jana Špotáková           | Slovacchia 2  | 23 | 25 | 22 | 70     | 144            |           |      |
| 8    | Marián Kovačócy          | Slovacchia 2  | 25 | 24 | 25 | 74     | 144            |           |      |
| 9    | Wang Xiaojing            | Cina          | 24 | 25 | 23 | 72     | 144            |           |      |
| 9    | Yu Haicheng              | Cina          | 25 | 23 | 24 | 72     | 144            |           |      |
| 10   | Kirsty Hegarty           | Gran Bretagna | 22 | 23 | 25 | 70     | 143            |           |      |
| 10   | Matthew Coward-Holley    | Gran Bretagna | 24 | 25 | 24 | 73     | 143            |           |      |
| 11   | Daria Semianova          | ROC 1         | 25 | 22 | 22 | 69     | 142            |           |      |
| 11   | Aleksey Alipov           | ROC 1         | 24 | 25 | 24 | 73     | 142            |           |      |
| 12   | Jessica Rossi            | Italia        | 24 | 20 | 23 | 67     | 141            |           |      |
| 12   | Mauro De Filippis        | Italia        | 24 | 25 | 25 | 74     | 141            |           |      |
| 13   | Kayle Browning           | Stati Uniti 1 | 20 | 25 | 24 | 69     | 140            |           |      |
| 13   | Derrick Mein             | Stati Uniti 1 | 25 | 21 | 25 | 71     | 140            |           |      |
| 14   | Ekaterina Subbotina      | ROC 2         | 23 | 23 | 22 | 68     | 139            |           |      |
| 14   | Maxim Kabatskiy          | ROC 2         | 23 | 25 | 23 | 71     | 139            |           |      |
| 15   | Alejandra Ramírez        | Messico       | 23 | 21 | 24 | 68     | 138            |           |      |
| 15   | Jorge Orozco             | Messico       | 23 | 25 | 22 | 70     | 138            |           |      |
| 16   | Maggy Ashmawy            | Egitto        | 23 | 23 | 23 | 69     | 138            |           |      |
| 16   | Abdel-Aziz Mehelba       | Egitto        | 23 | 24 | 22 | 69     | 138            |           |      |

### Finale
| Pos.                      | Atleti                              | Nazionalità   | Totale | S-off |
| ------------------------- | ----------------------------------- | ------------- | ------ | ----- |
| Finale medaglia d'oro     |                                     |               |        |       |
|                           | Fátima Gálvez Alberto Fernández     | Spagna        | 41     |       |
|                           | Alessandra Perilli Gian Marco Berti | San Marino    | 40     |       |
| Finale medaglia di bronzo |                                     |               |        |       |
|                           | Madelynn Bernau Brian Burrows       | Stati Uniti 2 | 42     | +3    |
| 4                         | Zuzana Rehák-Štefečeková Erik Varga | Slovacchia 1  | 42     | +2    |